# Куникида, Доппо
Доппо Куникида (яп. 国木田 獨歩, 1871—1908) — японский писатель, поэт и журналист, работавший в направлениях романтизм и натурализм в период Мэйдзи (1868—1912). Доппо — творческий псевдоним («одинокий странник»), который писатель взял себе во время пребывания на Кюсю, где родилось одно из первых его произведений — «Доппогин» или «Песни одинокого странника». Доппо Куникида был одним из первых японских писателей-натуралистов.

## Биография

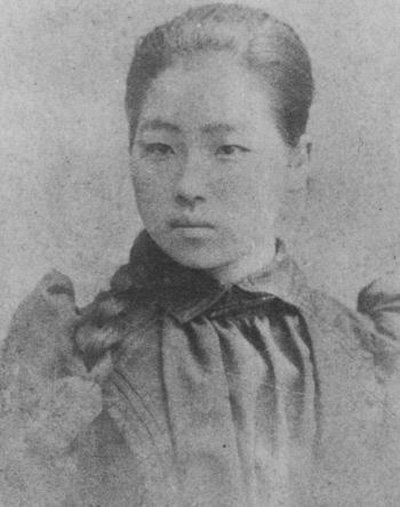
Нобуко Сасаки

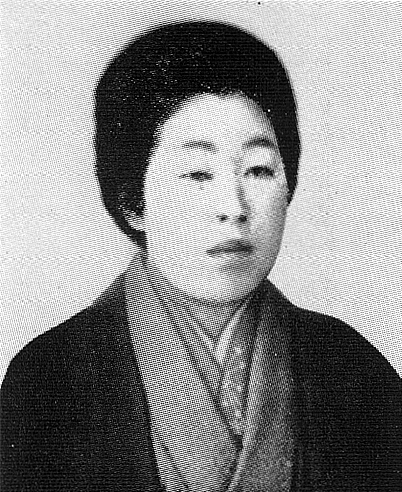
Харуко Энамото

Доппо Куникида родился в 1871 году в префектуре Тиба. Его отец, Куникида Сэмпати, был самураем из клана Вакидзака, а мать, Авадзи Ман, дочерью крестьянина из поселения Тёси. После реставрации Мэйдзи в 1876 году Куникида Сэмпати получил должность в окружном суде Ивакуни, и по службе семье приходилось много разъезжать. Когда отцу Доппо вновь пришлось покинуть дом, Доппо остался жить один в школьном общежитии Ямагути. В это время он увлекается политическими романами Токутоми Сохо, которые привили будущему писателю интерес к политике, и посещает литературный кружок публициста Роана Утиды. Роан жёстко критиковал японскую литературу эпохи Токугава за развлекательный характер и призывал писателей создавать «истинную литературу».
В 1891 году Доппо был исключен из Токийского специального училища, где обучался на отделении английского языка и политики, за бунт против нового ректора. Куникида был вынужден вернуться в родительский дом, параллельно начав преподавать деревенским детям. С 1892 по 1893 год Куникида путешествует с семьёй в Токио, где начинает вести свой дневник «Откровенные записки», наполненный меланхолией и подавленностью из-за сложившихся жизненных обстоятельств: отца Доппо увольняют со службы, а молодой писатель тяготится своим зависимым положением. Через два года Доппо устраивается в газету «Дзию симбун», но, проработав там лишь два месяца, увольняется, критикуя политику издательства. По рекомендации друга устраивается работать учителем в городок Саэки на Кюсю. Здесь Доппо создаёт свои первые стихи, а в дневниках Куникида все чаще обращается к Богу (Доппо принял крещение в протестантизме в 1891 году) в связи с потерей жизненных ориентиров.
Покинув Саэки через год, Доппо по предложению Токутоми Сохо поступает в газету «Кокумин симбун», от которой становится военным корреспондентом во время японо-китайской войны. В Китае Доппо пишет «Письма любимому брату», адресованные младшему брату Сюдзи. «Письма любимому брату» пропитаны ужасом перед войной, с которой Доппо пришлось столкнуться.
В 1896 году Куникида знакомится со своей первой женой — Нобуко Сасаки. Через посредничество Уэмуры Масахисы Доппо удаётся добиться согласия матери девушки, и вскоре пара обручилась. Однако семейное счастье продлилось недолго: меньше, чем через год Нобуко сбежала от Доппо, не выдержав полунищего существования. После этого писатель, разбитый разлукой с Нобуко, озлобляется и в дневниках пишет о коварстве и жестокости женщин. В этом же году появляются первые рассказы «Костёр» и «Звезда», в 1897 сборник «Доппогин» печатается в журнале «Друг народа». Вместе со своим другом Таямой Катаем Куникида едет в Никко, где пишет первый большой рассказ, принесший ему популярность — «Дядя Гэн», в котором чувствуется сильное влияние поэзии Вордсворта.
В 1898 году Доппо женится второй раз на женщине по имени Энамото Харуко. В этом же году поступает на работу в газету «Хоти симбун» в отдел политики и дипломатии. Через два года публикуется первый сборник рассказов «Равнина Мусаси». Сборник написан в направлении романтизм, в рассказах видно влияние творчества Симэя Футабатэя. После 1901 года Доппо начинает писать остросоциальные рассказы, обличающие пороки современного ему общества: «Дневник пьяницы» (1902), «Фаталист» (1903). Позже выходят его натуралистические рассказы: «Честный человек» (1903), «Страдания из-за женщины» (1903).
После русско-японской войны Доппо пишет антивоенные рассказы, например, «Экстренный выпуск» (1906), и обращается к теме маргинальности в рассказах «Жалкая смерть» (1907), «Бамбуковая калитка» (1907). Сборник «Судьба», опубликованный в 1906 году, принёс Куникиде огромную славу в Японии и сделал его центральной фигурой направления «Сидзэнсюги», хотя сам писатель себя сознательно не относил к натуралистам. В 1907 году Доппо заболевает туберкулезом, но продолжает писать в санатории в Канагаве, однако в 1908 году его состояние ухудшается и 23 июня он умирает. Могила Доппо находится на кладбище Аояма в Токио.

## Работы
- «Дядя Гэн» (яп. 源おじ Гэн одзи) (1897)
- «Незабываемые люди» (яп. 忘れえぬ人々 Васурэну хитобито) (1898)
- «Бамбуковая калитка» (яп. 竹の木戸 Такэ-но-кидо) (1908)
- «Дневник пьяницы» (яп. 酒中日記 Сютю:никки) (1902)
- «Экстренный выпуск» (яп. 号外 Го:гай) (1906)
- «Жалкая смерть» (яп. 窮死 Кю:си) (1907)
- «Окраина» (яп. 郊外 Ко:гай) (1900)
- «Честный человек» (яп. 正直者 Сё:дзикимоно) (1903)
- «Мусасино» (яп. 武蔵野 Мусасино) (1898)
- «Мясо и картофель» (яп. 牛肉と馬鈴薯 Нику то барэйсё) (1901)
- «Фаталист» (яп. 運命論者 Уммэйронся) (1903)
- «Старадания из-за женщины» (яп. 女難 Дзёнан) (1903)
- «Весенние птицы» (яп. 春の鳥 Хару-но-тори) (1904)